# Богуславський Євген
Євген Богуславський (19 лютого 1883, село Слобода Покровська, Харківська губернія — 8 квітня 1950, Луцьк) — український державний, громадський, освітній і культурний діяч, учасник визвольних змагань українського народу 1917—1921 рр., голова «Просвіти» у Вінниці, один із засновників часописів «Шлях» та «Хвиля», а також голова Управи Українського Червоного Хреста, викладач.

## Життєпис
Народився 19 лютого 1883 в селі Слобода Покровська (тепер Сумська область).
Виходець з родини земського лікаря, після закінчення 1907 Київської духовної академії, Богуславський отримав призначення шкільного вчителя у Золотоношу Полтавської губернії, де пропрацював до 1914, коли був переведений інспектором до Жмеринської гімназії.
1917 згадується як очільник Вінницької міської філії Подільської губернської української ради, у листопаді 1918 р. як губернський комісар Поділля, якого вже у грудні змінив Г. Степура.

### Діяльність в роки Української революції
У роки Української революції Єв. Богуславський продовжував освітню роботу: у липні 1918 організував українську гімназію у Вінниці, працював її директором, від імені голови земської управи у Вінниці вітав і брав участь у відкритті Українського державного університету Кам'янця-Подільського.
Писав про це так:

"Від Київської національної ради були Микита Шаповал і Петро Холодний. Зібралося багато земських діячів, кооператорів як з центру (Києва), так і з периферії. Тут я вперше зустрівся з І. Огієнком, який був …першим ректором Кам'янецького Університету. …Свято носило характер національної (української) маніфестації. Хор під керівництвом Кошиця часто повторював пісню на слова І. Франка «Не пора, не пора москалеві й ляхові служить» і «Ми, гайдамаки».

Пережив Єв. Богуславський наступні зміни влади у Вінниці:

«Мене червоний терор не торкнувся… Влада мінялася як настрої і вимоги. Я не залишав Вінниці».

Думається, що у цей час Євген Семенович навчився співжити із представниками різних влад, що йому знадобилося у майбутньому. Коли Вінницю зайняла Таращанська дивізія на чолі з М. Щорсом та виник ревком, то Богуславського затримали, однак за короткий час звільнили. Після цього він долучився до організованого більшовицькою владою хору. У період червоного терору страчували багато активістів, але репресії не торкнулися Єв. Богуславського, він продовжував працювати у шкільному відділі й тоді, коли у місто вступили частини Української Галицької Армії, згодом денікінці і знову большевики.
У час зайняття Вінниці польськими військами Євген Богуславський, який очолив земську управу, організовував у квітні 1920 на місцевому вокзалі зустріч Симона Петлюри та Юзефа Пілсудського.
Також був присутній на зборах у приміщенні міської управи, де перебували Петлюра і Пілсудський.
Згодом переїхав до Жмеринки, звідти до Кам'янця-Подільського, а потому через Станиславів до Ченстохови. У цьому польському місті сприяв роботі товариства Червоного хреста, яким керував Василь Чуднівський (заступник міністра народного господарства уряду УНР, що згодом переїхав до Здолбунова, але у 1924 р. повернувся в УСРР).

### Життя і діяльність на Волині у міжвоєнний період

Паспорт, виданий Євгену Богуславському, як громадянину УНР в Тарнові (Польща) 4 січня 1920 року

Титульна сторінка паспорту, виданого Євгену Богуславському, як громадянину УНР в Тарнові (Польща) 4 січня 1920 року. Це чи найбільший паспорт, який доводилося бачити УІНП. Розмір однієї сторінки — А4.

Весною 1921 р. Є. Богуславський перебрався на Волинь на території Волинського воєводства тогочасної Польщі (де жив у міжвоєнний період), «як на ту українську землю, де б я не відчував себе емігрантом і був би корисним».
У Луцьку він спочатку зайнявся кооперативною роботою, завідував книжковим магазином «Нива», де продавали книжки і підручники переважно київських видавництв «Книгоспілка», «Дніпросоюз», а також літературу, доставлену з Відня, Берліна.
Згодом долучився до вчительської роботи: працював викладачем української мови у польській вчительській семінарії в Острозі.
З 1928 до 1935 Єв. Богуславський обирався послом до польського сейму від Безпартійного Блоку співпраці з урядом, працював в освітній, закордонних справ, конституційній комісіях.
Через відверто пропольську позицію послів Євгена Богуславського та Петра Певного не допустили на нараду VII Конгресу національних меншин у Женеві 29-31 серпня 1931 р., де тривали дебати стосовно скарг українців у справі «пацифікації».
Слід зауважити, що польська влада вважала Є. Богуславського цілком лояльним до польської державності.
Не стояв осторонь Євген Семенович від церковно-релігійної роботи міжвоєнного часу: один із організаторів «Товариства імені митрополита Петра Могили», працював у Луцькій підкомісії перекладу Св. Письма та богослужбових книг українською мовою, був серед керівників прибічної ради Луцького «Чеснохресного братства», підтримував призначення архімандрита Полікарпа Сікорського єпископом Луцької кафедри, з 1937 р. редагував часопис «Шлях».
У 1940 р. Богуславський був завербований більшовицькими спецслужбами.
За їх завданням наступного року він зустрічався у Львові із митрополитом Андрієм Шептицьким та єпископом Йосипом Сліпим, з іншими громадсько-політичними діячами, що залишилися у Галичині, про що складав звіти.

### Діяльність у період німецько-радянської війни
На початку німецько-радянської війни Богуславському вдалося влаштуватися у шкільний відділ Луцька.
Однак 15 вересня 1941 р. його арештували гестапівці, та разом з іншими вивезли із Луцька до Кракова, ув'язнивши у тюрмі «Монтелюпіх».
На початку серпня 1942 р. Є. Богуславського звільнили.
Отримавши підтримку грошима та їжею від Українського ДопомоговогоКомітету в Кракові, він зміг повернутися до Луцька, де влаштувався вчителем української грамоти і початкового рахунку для робітників, які виконували у місті будівельні роботи.
Умовою влаштування на цю роботу було підписання у відділі кадрів анкети з повідомленнями про те, що серед родичів немає євреїв
та заяви про лояльність щодо нацистської влади.
З березня по листопад 1943 р. Є. Богуславський працював бібліотекарем в управлінні рослинництва.

### Діяльність у післявоєнний період
У післявоєнний період колишній польський посол був літературним редактором газети «Радянська Волинь», викладав у Луцькій Духовній семінарії, працював заступником директора Луцького інституту вдосконалення вчителів.
Як «представник мирян» Волинської єпархії був делегований на Помісний собор у Москву.
Згадані посади колишнього «петлюрівця» могли стати реальністю лише за умови відновлення співпраці з більшовицькими спецслужбами.
Крім того, Є. Богуславський змушений був інформувати про свої контакти з різними людьми.
Все це ускладнювало життя у час повоєнного відновлення більшовицької влади. Уповноважений у справах РПЦ у Волинській області М. Діденко заявляв, що викладачі Духовної семінарії, зокрема і Є. Богуславський, не можуть продовжувати працювати «через свою минулу діяльність, через нерозуміння своїх завдань у семінарії», через викладання українською мовою.
Правлячий архієрей Волинсько-Рівненської єпархії Панкратій Кашперук у листі до ректора семінарії протоієрея Миколи Тучемського рекомендував з 1 серпня 1948 р. звільнити цивільних викладачів Євгена Богуславського та Миколу Самохваленка «оскільки практика церкви підтверджує більш доцільним доручити навчання та виховання майбутніх пастирів виключно духовним особам».
Є. Богуславський, не погодившись із звільненням, звертався у навчальний комітет, до митрополита Київського Іоанна Соколова, але безуспішно.

### Арешт, репресії проти Богуславського і членів його родини
На Є. Богуславського та його дружину Маргариту, яка працювала медсестрою у дитячій поліклініці Луцька, писали доноси сусіди, колеги, повідомляючи про їхні антирадянські настрої та висловлювання.
Це призвело до арешту Є. Богуславського 3 січня 1950 р., а 21 лютого і його дружини.
Євгену Семеновичу згадали всі моменти його життя, зокрема «службу в петлюрівській армії», звинуватили у дусі того часу в антирадянській діяльності, у «дворушництві, дезінформації органів МГБ» та спрямували справу на розгляд Особливої наради при МДБ СРСР.
Однак колишній посол польського сейму до вироку не дожив, помер у тюремній лікарні Луцька 8 квітня 1950 р.
У зв'язку зі смертю справу було закрито. Через десять років після смерті про Є. Богуславського згадав секретар Волинського обкому КПУ І. Грушецький, який 26 березня 1960 р. у листі секретареві ЦК КПУ М. Підгорному, обґрунтовуючи обставини закриття Луцької Духовної семінарії, писав, що у результаті проведеної роботи були «заарештовані і засуджені як націоналісти колишні викладачі семінарії — кандидат богослов'я Богуславський Є., у минулому голова петлюрівського військово-польового суду».
Не уникла репресій і дружина Євгена Богуславського Маргарита Костянтинівна, до шлюбу Медведська, уродженка Києва, колишня медсестра шпиталю при Армії УНР.
Волинський обласний суд засудив її на 10 років ВТТ з позбавленням прав на 5 р. і конфіскацією майна.
16 вересня 1955 р. її було звільнено, а 15 квітня 1994 р. рішенням прокуратури Волинської області реабілітовано.